# Kollinniemi
Kollinniemi är en udde i Finland.   Den ligger i den ekonomiska regionen  Åbo ekonomiska region  och landskapet Egentliga Finland, i den sydvästra delen av landet, 160 km väster om huvudstaden Helsingfors. Kollinniemi ligger på ön Airismaa.
Terrängen inåt land är platt. Havet är nära Kollinniemi åt sydost.  Närmaste större samhälle är Pargas, 15,0 km öster om Kollinniemi. 